# Semiothisa modestaria
Semiothisa modestaria là một loài bướm đêm trong họ Geometridae.